# Municipio de Santa Isabel Xiloxoxtla
El municipio de Santa Isabel Xiloxoxtla es un municipio perteneciente al estado de Tlaxcala. Su cabecera es la localidad de Santa Isabel Xiloxoxtla. Comprende una superficie de 5,450 kilómetros cuadrados lo que representa el 0.13 por ciento del total del territorio estatal. Está ubicado en el Altiplano central mexicano a 2280 metros sobre el nivel del mar. Cuenta con una población de 4436 de acuerdo al último censo del Inegi de 2010. En este municipio se ubican también diversas empresas, principalmente textiles.

## Toponimia
La palabra Xiloxoxtla proviene del náhuatl Xillotl, que quiere decir elote tierno, por lo que Xiloxoxtla se puede interpretar como "lugar donde abundan los jilotes o elotes tiernos".

## Límites
El municipio de Xiloxoxtla se encuentra ubicado al sur del estado de Tlaxcala colindando al norte con el municipio de Tlaxcala, al sur colinda con el municipio de Teolocholco y al oriente el municipio de La Magdalena Tlaltelulco y al poniente el municipio de Tepeyanco.